# ヒラリー・スワンク
ヒラリー・アン・スワンク（Hilary Ann Swank, 1974年7月30日 - ）は、アメリカ合衆国の女優。

## 来歴

### 生い立ち
ネブラスカ州リンカーン出身。幼い頃は一時期トレーラーハウスの中で暮らしていた。最初のアカデミー賞受賞の際にスピーチでその生い立ちを話して以来、不幸だった子供時代の話は一切秘密にせず公表している。スポーツ万能で、競泳のジュニアオリンピック地元選考会に出場したことがある。
9歳の頃から演技を学び始め、舞台『ジャングル・ブック』で主演を果たす。16歳になると、女優を目指して母親と二人でロサンゼルスへ引っ越した。

### キャリア
1992年、『バッフィ/ザ・バンパイア・キラー』の端役で映画デビュー。
1995年、数百人の候補の中から『ベスト・キッド4』の主演に選ばれるが、映画は不入りとなった。その後、低予算の犯罪もの『マネークラッシュ』、SFホラー『ブロス・リターンズ』（劇場未公開）に出演するが、この時期に出演した『ハートウッド』は2年間お蔵入りし、後に公開はされたもののカルフォルニア地区限定上映となる。
1997年、テレビドラマ『ビバリーヒルズ青春白書』 (season 8) に出演。
1999年公開キンバリー・ピアース監督『ボーイズ・ドント・クライ』のオーディションで主役に抜擢される。同作での演技は高い評価を受け、アカデミー主演女優賞を含めて20以上の映画賞を総なめにした。
2004年公開クリント・イーストウッド監督『ミリオンダラー・ベイビー』で2度目のアカデミー主演女優賞を受賞し、再評価される。
2007年1月に2325人目のウォーク・オヴ・フェームに選ばれる。

### 私生活
性格は真面目で、非飲酒者・非喫煙者・ベジタリアンだが、10代半ばからごくたまに魚を食べるとの説もある。
1997年にチャド・ロウと結婚するが、2006年6月に離婚する。
2011年10月5日、チェチェン共和国国家元首ラムザン・カディロフの誕生日などを祝う式典に出席。カディロフが誘拐や処刑といった人権侵害を行なっているとしている欧州の人権団体によって、他のパーティー参加者と共に非難を浴び、ギャラ返還などを表明した。
2018年8月18日に実業家のフィリップ・シュナイダーと再婚。2022年10月、双子を妊娠中であることを発表した。

## 主な出演作品

### 映画
| 公開年 | 邦題 原題                                                                     | 役名                               | 備考 | 吹き替え                                                             |
| ------ | ----------------------------------------------------------------------------- | ---------------------------------- | --- | -------------------------------------------------------------------- |
| 1992   | バッフィ/ザ・バンパイア・キラー Buffy The Vampire Slayer                      | キンバリー・ハンナ                 | | 岡本麻弥                                                             |
| 1994   | ベスト・キッド4 The Next Karate Kid                                           | ジュリー・ピアース                 | | 三石琴乃                                                             |
| 1994   | Cries Unheard: The Donna Yaklich Story                                        | パティ                             | テレビ映画 |                                                                      |
| 1996   | ブロス リターンズ/やつらはふたたび帰ってくる Sometimes They Come Back...Again | ミシェル・ポーター                 | 日本劇場未公開                                                                                                   |                                                                      |
| 1996   | Terror in the Family                                                          | ディーナ・マーティン               | テレビ映画 |                                                                      |
| 1996   | マネークラッシュ Kounterfeit                                                  | コリーン                           | |                                                                      |
| 1997   | Quiet Days in Hollywood                                                       | ロリータ                           | 日本劇場未公開                                                                                                   |                                                                      |
| 1997   | The Sleepwalker Killing                                                       | ローレーン・シャール               | テレビ映画 |                                                                      |
| 1997   | Dying to Belong                                                               | リサ・コナーズ                     | テレビ映画 |                                                                      |
| 1999   | ボーイズ・ドント・クライ Boys Don't Cry                                       | ブランドン・ティーナ               | アカデミー主演女優賞受賞 ゴールデングローブ賞 主演女優賞（ドラマ部門）受賞 英国アカデミー賞 主演女優賞ノミネート | 本田貴子                                                             |
| 2000   | ギフト The Gift                                                               | ヴァレリー・バークスデール         | | 朴璐美                                                               |
| 2000   | The Audition                                                                  |                                    | 短編映画 |                                                                      |
| 2001   | マリー・アントワネットの首飾り The Affair of the Necklace                     | ジャンヌ・ド・ラ・モット・ヴァロア | | 本田貴子                                                             |
| 2002   | The Space Between                                                             |                                    | 短編映画 |                                                                      |
| 2002   | インソムニア Insomnia                                                         | エリー・バー                       | | 本田貴子（ソフト版） 本田貴子（テレビ朝日版） 朴璐美（テレビ東京版） |
| 2003   | 11:14                                                                         | バジー                             | 兼製作総指揮 日本劇場未公開                                                                                      | 石塚さより                                                           |
| 2003   | ザ・コア The Core                                                             | レベッカ・チャイルズ少佐           | | 魏涼子（ソフト版） 朴璐美（テレビ朝日版）                            |
| 2004   | ミリオンダラー・ベイビー Million Dollar Baby                                  | マギー・フィッツジェラルド         | アカデミー主演女優賞受賞 ゴールデングローブ賞 主演女優賞（ドラマ部門）受賞                                       | 本田貴子（ソフト版） 朴璐美（テレビ東京版）                          |
| 2004   | ヒラリー・スワンク IN レッド・ダスト Red Dust                                 | サラ・バーカント                   | 日本劇場未公開                                                                                                   |                                                                      |
| 2004   | アイアン・エンジェルズ/自由への闘い Iron Jawed Angels                         | アリス・ポール                     | テレビ映画 ゴールデングローブ賞 主演女優賞（ミニシリーズ・テレビ映画部門）ノミネート                             |                                                                      |
| 2006   | ブラック・ダリア The Black Dahlia                                             | マデリン・リンスコット             | | 本田貴子                                                             |
| 2007   | フリーダム・ライターズ Freedom Writers                                        | エリン・グルーウェル               | 兼製作総指揮 | 朴璐美                                                               |
| 2007   | リーピング The Reaping                                                        | キャサリン・ウィンター             | | 朴璐美                                                               |
| 2007   | P.S. アイラヴユー P.S. I Love You                                             | ホリー・ケネディ                   | | 本田貴子                                                             |
| 2008   | Birds of America                                                              | ローラ                             | 日本公開未定 |                                                                      |
| 2009   | アメリア 永遠の翼 Amelia                                                      | アメリア・イアハート               | | 朴璐美                                                               |
| 2010   | ディア・ブラザー Conviction                                                   | ベティ・アン・ウォーターズ         | 兼製作総指揮 日本劇場未公開                                                                                      | 朴璐美                                                               |
| 2011   | ヒラリー・スワンク ストーカー The Resident                                    | ジュリエット・デヴェロー           | 兼製作 日本劇場未公開                                                                                            | TBA                                                                  |
| 2011   | ニューイヤーズ・イブ New Year's Eve                                           | クレア・モーガン                   | | 本田貴子                                                             |
| 2013   | ヒラリー・スワンク ライフ Mary and Martha                                     | マリー                             | テレビ映画 |                                                                      |
| 2014   | サヨナラの代わりに You're Not You                                             | ケイト                             | | 本田貴子                                                             |
| 2014   | ミッション・ワイルド The Homesman                                             | メアリー・ビー・カディ             | 日本劇場未公開                                                                                                   | 松野朋子                                                             |
| 2017   | ローガン・ラッキー Logan Lucky                                                | サラ・グレイソン                   | | きそひろこ                                                           |
| 2017   | 権利への階段 55 Steps                                                         | コレット・ヒューズ                 | |                                                                      |
| 2019   | アイ・アム・マザー I Am Mother                                                | 女性                               | |                                                                      |
| 2020   | ザ・ハント The Hunt                                                           | アシーナ・ストーン                 | | 本田貴子                                                             |
| 2020   | ファタール Fatale                                                             | ヴァレリー・クインラン刑事         | | 本田貴子                                                             |
| 2024   | 奇跡をつむぐ夜 Ordinary Angels                                                | シャロン・スティーヴンス           | | 本田貴子                                                             |

### テレビシリーズ
| 放映年 | 邦題 原題                                   | 役名                     | 備考                         | 吹き替え |
| ------ | ------------------------------------------- | ------------------------ | ---------------------------- | -------- |
| 1990   | ABC TGIF                                    | ダニエル                 |                              |          |
| 1991   | Evening Shade                               | エイミー                 | ゲスト出演（1992年まで出演） |          |
| 1991   | Harry and the Hendersons                    | ゲストのスター           |                              |          |
| 1991   | 愉快なシーバー家 Growing Pains              | サラ・セロトスキー       | ゲスト出演（1992年まで出演） |          |
| 1992   | Camp Wilder                                 | ダニエル                 |                              |          |
| 1997   | Leaving L.A.                                | ティファニー・ローバック |                              |          |
| 1997   | ビバリーヒルズ青春白書 Beverly Hills,90210  | カーリー・レイノルズ     | 1998年まで出演               | 新山志保 |
| 2018   | TRUST/トラスト ゲティ家のスキャンダル Trust | ゲイル・ゲティ           | 計8話出演                    |          |
| 2020   | Away -遠く離れて- Away                      | エマ・グリーン           | メイン                       |          |

## 日本語吹き替え
主に本田貴子と朴璐美が担当している。